# Truckin' Up to Buffalo
Truckin' Up to Buffalo je koncertní album skupiny Grateful Dead. Nahrávky pocházejí z 4. července 1989, kdy byli nahrány na Rich Stadium v New Yorku. Album vyšlo v roce 2005.

## Seznam skladeb
| Disk 1 | Disk 1                      | Disk 1                    | Disk 1 |
| Pořadí | Název                       | Autor                     | Délka  |
| ------ | --------------------------- | ------------------------- | ------ |
| 1.     | Bertha                      | (Hunter, Garcia           | 7:57   |
| 2.     | Greatest Story Ever Told    | Hunter, Hart, Weir        | 4:36   |
| 3.     | Cold Rain and Snow          | trad., arr. Grateful Dead | 6:45   |
| 4.     | Walkin' Blues               | Johnson                   | 6:57   |
| 5.     | Row Jimmy                   | Hunter, Garcia            | 10:50  |
| 6.     | When I Paint My Masterpiece | Dylan                     | 6:09   |
| 7.     | Stagger Lee                 | Hunter, Garcia            | 6:01   |
| 8.     | Looks Like Rain             | Barlow, Weir              | 7:11   |
| 9.     | Deal                        | Hunter, Garcia            | 7:53   |
| 10.    | Touch of Grey               | Hunter, Garcia            | 6:30   |
| 11.    | Man Smart, Woman Smarter    | Span                      | 8:47   |

| Disk 2 | Disk 2                   | Disk 2             | Disk 2 |
| Pořadí | Název                    | Autor              | Délka  |
| ------ | ------------------------ | ------------------ | ------ |
| 1.     | Ship of Fools            | Hunter, Garcia     | 8:13   |
| 2.     | Playing in the Band      | Hunter, Hart, Weir | 3:30   |
| 3.     | Terrapin Station         | Hunter, Garcia     | 12:18  |
| 4.     | Drums                    | Hart, Kreutzmann   | 9:00   |
| 5.     | Space                    | Garcia, Lesh, Weir | 7:28   |
| 6.     | I Will Take You Home     | Mydland            | 3:53   |
| 7.     | All Along the Watchtower | Dylan              | 5:52   |
| 8.     | Morning Dew              | Dobson, Rose       | 11:10  |
| 9.     | Not Fade Away            | Holly, Petty       | 10:08  |
| 10.    | U.S. Blues               | Hunter, Garcia     | 6:03   |

## Sestava
- Jerry Garcia – sólová kytara, zpěv
- Bob Weir – rytmická kytara, zpěv
- Phil Lesh – basová kytara, zpěv
- Brent Mydland – klávesy, Hammond B3, zpěv
- Mickey Hart – bicí, perkuse
- Bill Kreutzman – bicí, perkuse